# Amanda Lear
Amanda Lear, vermoedelijk geboren als A.M.L.R. Tap of Tapp (Saigon, thans Ho-Chi-Minhstad, 1939) is een Franse zangeres, schilderes en actrice.

## Biografie

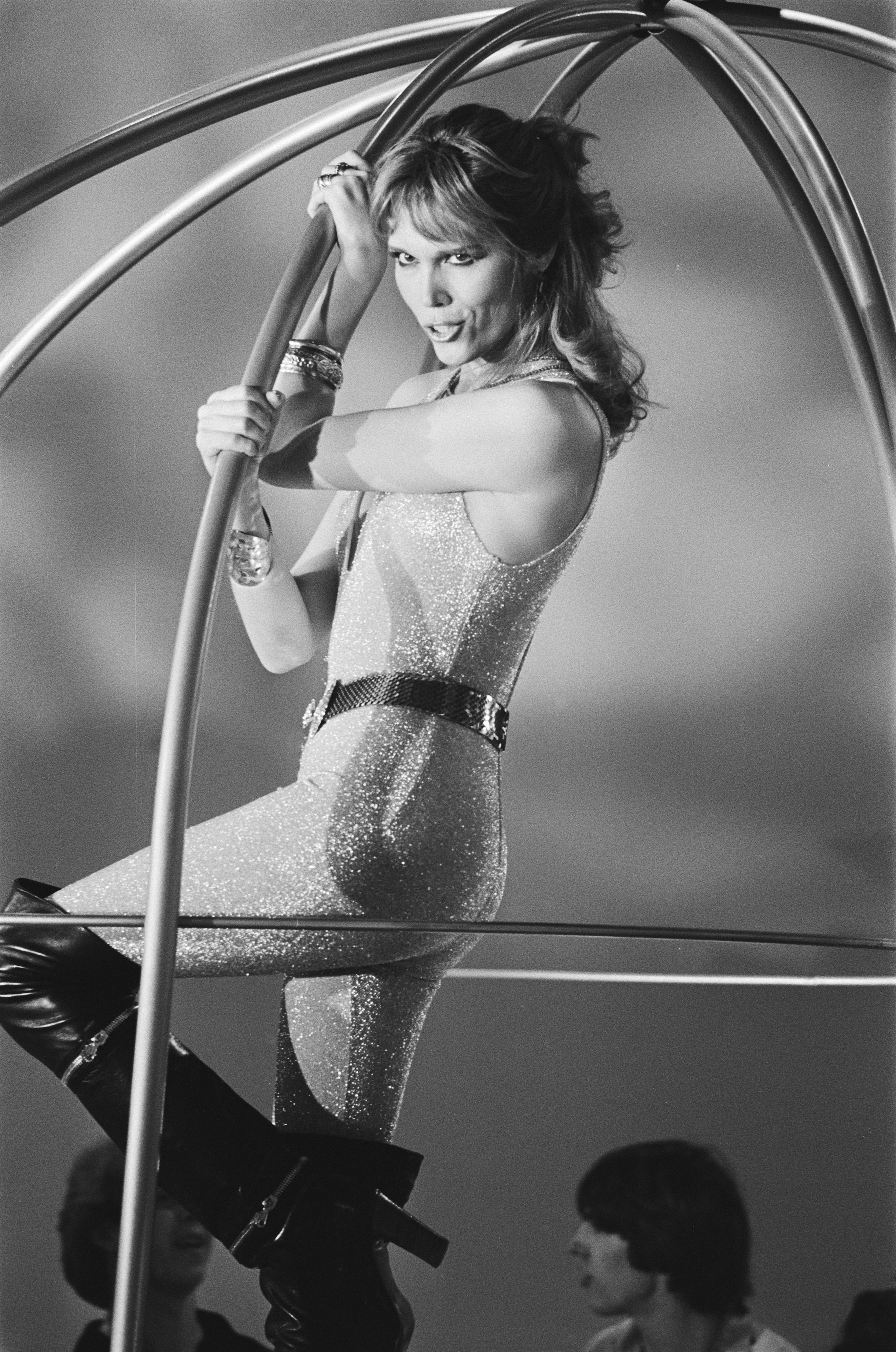
TROS TV Show "Disco show", 1978

Amanda Lear, kind van een zeeman en een Russische moeder, werkte als danseres in de Crazy Horse Saloon in Parijs. In dezelfde periode leerde ze de Spaanse surrealistische schilder Salvador Dalí (1904-1989) kennen. Zij was tijdens de laatste 15 jaar van zijn leven zijn partner en zijn muze. Ze werd ook zijn lievelingsmodel. Amanda Lear begon in de jaren 60 als mannequin. Ze werkte onder anderen samen met Paco Rabanne. Fotograaf Brian Duffy kwam met haar in contact via Monty Landis en fotografeerde haar voor Nova magazine met als onderwerp 'How to undress in front of your husband'. Later onthulde diezelfde Monty toen Duffy haar als sexy vrouw had gefotografeerd dat zij transgender was. Iets wat zij zelf altijd is blijven ontkennen.

## Gender-identiteit
In de jaren zeventig poseerde ze voor de hoes van het Roxy Music-album "For your pleasure". Ze begon eveneens een affaire met David Bowie. Deze laatste raadde haar aan zangeres te worden. Na een aantal geflopte projecten, kreeg ze een platencontract in Duitsland. Met behulp van haar producer Anthony Monn ontpopte ze zich in de tweede helft van de jaren zeventig tot de blanke "queen of disco" en verwierf ze in 1978 wereldfaam met de hit "Follow me". Met name door de bijbehorende spraakmakende (en indertijd erg pikante) videoclip waarin ze haar opwachting maakte in hoge leren laarzen en gewapend met een zwiepende zweep. Mede door haar diepe stemgeluid (contralto?) werd in die tijd ook getwijfeld of Amanda als vrouw geboren was.
Britse, Franse en Italiaanse kranten en tijdschriften toonden al in de jaren 60, 70 en meer recent in 2008, een (online) geboorte-uittreksel; in 2011 en 2016 verscheen een artikel in La Stampa, met daarin paspoortgegevens en een vermeende kopie van Lears geboorteakte, die vermeldt dat zij geboren werd als Alain Maurice Louis René Tap op 18 juni 1939 in Saigon, met daarbij een foto van Lear van voor haar veronderstelde transitie. Andere bronnen beweren echter dat de persoon in de geboorteakte iemand anders is, namelijk de transgender "Nana" uit Oran, Algerije.
In 1979 trouwde Lear met de aristocraat Alain-Philippe Malagnac, de geliefde van de Franse schrijver en historicus Roger Peyrefitte. Bij een brand in hun huis in 2000 verloor hij het leven. Ook ging een groot aantal kunstwerken verloren, die in het bezit van het paar waren. Ondertussen was zij ook werkzaam als kunstschilder en schrijfster.

## Artiest
In 2001 maakte Lear een comeback in de internationale muziekwereld met het in Frankrijk geproduceerde album "Heart". Opvallende singles waren "Love boat" en "I just wanna dance again".
Nadien volgden er verscheidene duetten (onder andere: "Beats of love" met Get Ready! uit België, "Martini disease" met Jet Lag uit Italië) en werden er enkele singles uitgebracht (onder andere: "Copacabana" en "Paris by night").
In 2005 scoorden The Housekeepers een clubhit met Go down, een bewerking van Lears Queen of Chinatown.
In 2006 bracht Lear een cd uit met covers van onder anderen Shirley Bassey, Sarah Vaughan, Nina Simone, Dalida, Juliette Gréco, Hildegard Knef, Eartha Kitt: "With Love". Een jaar later werd de cd ook in Duitsland uitgegeven. Op deze Duitse release staat als bonustrack een live-versie van "Johnny".
In januari 2008 bracht Amanda Lear "With Love" ook in Italië uit onder de titel "Amour Toujours". Voor deze editie werden er twee nieuwe opnames toegevoegd: een remake van "Queen of Chinatown" en een salsa-versie van "Tomorrow". In april 2009 opende Lear in de 'Museum-Gallery Xpo: Salvador Dalí' in Brugge een tentoonstelling waar eigen werk hing naast werk van Salvador Dalí. Datzelfde jaar bracht Lear een nieuwe dubbel-cd uit in Italië: "Brief Encounters". In Frankrijk werd het dance-album "Brand New Love Affair" uitgebracht. Ze speelde eveneens in de vaudeville-komedie "Panique au ministère" in het Théâtre de la Porte-Saint-Martin in Parijs.
In 2010 werden "Brief Encounters Acoustique" en "Brief Encounters Reloaded" uitgebracht, alsook de ep "I'm Coming Up". Op 12 september 2011 verscheen de cd "Chinese Walk". Sinds september 2011 speelt Lear de hoofdrol in "Lady Oscar" in het Théâtre de la Renaissance in Parijs. Twee jaar later speelt ze de hoofdrol in het stuk "Divina" in het Théâtre des Variétés in Parijs. Op 3 maart 2014 volgt een nieuwe single: "Suspicious Minds". Dit nummer gaat deel uitmaken van een album, dat louter uit covers van Elvis Presley-liedjes bestaat.

## Discografie

### Albums
I am a photograph (1977), Sweet revenge (1978), Never trust a pretty face (1979), Diamonds for breakfast (1980), Incognito (1981), Tam-Tam (1983), Secret passion (1986), Uomini piu uomini (1989), Cadavrexquis (1993), Alter ego (1995), Back in your arms (1998), Heart (2001), With love (2006), Brief encounters (2009), Brand new love affair (2009), Brief encounters acoustique (2010), Brief encounters reloaded (2010), I don't like disco (2011), I don't like disco (Deluxe Version) (2012), My happiness (2014), Let me entertain you (2016), Tuberose (2021)

### Singles
La bagarre (1975), Trouble (1976), Blood and honey (1976), Queen of Chinatown (1977), Tomorrow (1977), Follow me (1978), Enigma (Give a bit of mmh to me) (1978), Gold (1978), The sphinx (1979), Fashion pack (1979), Fabulous lover, love me (1979), Diamonds (1979), Solomon Gundie (1980), Egal (1981), Fever (1982), Incredibilmente donna (1982), Love your body (1983), No regrets (1983), Assassino (1984), Ritmo Salsa (1984), Les femmes (1985), No credit card (1985), Wild thing (1986), Follow me (remake) (1987) Aphrodisiaque (1987), Thank you (1988), Métamorphose (1989), Follow me/Gold (Ian Levine-remixes) (1989), Fantasy (1993), Everytime you touch me (1995), Peep (1995), Angel love (1996), I'll miss you (1998), Love boat (2001), I just wanna dance again (2001), Beats of love (2002), Copacabana (2003), Paris by night (2006), Someone else's eyes (2009), Brand new love affair (2009), I am what I am (2010), I'm coming up (2010), Chinese walk (2011), I don't like disco (2011), La bête et la belle (2012), Love at first sight (2012), Suspicious minds (2014), Primo del tuo cuore (2016), The best is yet to come (2016), Catwalk (2017), More (2021)

### Compilaties
Ieri, oggi (1982), Super 20 (1989), Forever Glam (2005), The sphinx (3-dubbel-cd, 2006)

### Samenwerkingen
Tomorrow (1988, met CCCP - Fedeli Alla Linea), Inch'Allah - Ça Va (1988, met CCCP - Fedeli Alla Linea), Beats of love (2002, met Get Ready!), Martini disease (2003, met Jet Lag), I'll miss you (2005, met Manuel Sanchez), Someone else's eyes (2009, met Deadstar), Mai più (2015, met Gianluca De Rubertis), Primo del tuo cuore (2016, met Gianluca De Rubertis), samenwerking voor Franse transgenderfilm Miss

### Hitnoteringen

#### Albums
| Album met eventuele hitnotering(en) in de Nederlandse Album Top 100 | Datum van verschijnen | Datum van binnenkomst | Hoogste positie | Aantal weken | Opmerkingen |
| ------------------------------------------------------------------- | --------------------- | --------------------- | --------------- | ------------ | ----------- |
| Sweet revenge                                                       |                       | 5-8-1978              | 4               | 17           |             |

#### Singles
| Single met eventuele hitnotering(en) in de Nederlandse Top 40 | Datum van verschijnen | Datum van binnenkomst | Hoogste positie | Aantal weken | Opmerkingen                   |
| ------------------------------------------------------------- | --------------------- | --------------------- | --------------- | ------------ | ----------------------------- |
| Follow me                                                     |                       | 12-8-1978             | 2               | 12           | #3 in de Nationale Hitparade  |
| Enigma (Give a bit of mmh to me)                              |                       | 18-11-1978            | 17              | 5            | #11 in de Nationale Hitparade |
| The sphinx                                                    |                       | 20-1-1979             | tip             |              |                               |
| Fashion pack                                                  |                       | 31-3-1979             | tip             |              | #50 in de Nationale Hitparade |

#### NPO Radio 2 Top 2000
| Nummer met noteringen in de NPO Radio 2 Top 2000 | '99  | '00 | '01 | '02  | '03  | '04 | '05  | '06  | '07 | '08  | '09 | '10  |
| ------------------------------------------------ | ---- | --- | --- | ---- | ---- | --- | ---- | ---- | --- | ---- | --- | ---- |
| Follow Me                                        | 1058 | 821 | 972 | 1107 | 1230 | 998 | 1178 | 1340 | 992 | 1133 | -   | 1762 |

1. ↑  Een '-' betekent dat het nummer niet was genoteerd en een vetgedrukt getal geeft de hoogste notering aan.
2. ↑  Deze tabel is bijgewerkt tot en met de meest recente editie (2024).

- Biblioteca Nacional de España: XX955146
- Bibliothèque nationale de France: cb13896436c (data)
- CiNii: DA08005868
- Gemeinsame Normdatei: 118570498
- International Standard Name Identifier: 0000 0003 9912 6035
- Library of Congress Control Number: n92118273
- MusicBrainz: 2f2608ed-ff2b-400e-b614-8c648bfaae7b
- Bibliotheek van het Japanse parlement: 00470228
- Nationale Bibliotheek van Tsjechië: xx0021622
- Nationale bibliotheek van Australië: 35783862
- Nationale Bibliotheek van Israël: 987007453904705171
- Nederlandse Thesaurus van Auteursnamen: 071379681
- RKD-Nederlands Instituut voor Kunstgeschiedenis: 303663
- Istituto Centrale per il Catalogo Unico: CFIV071692
- SNAC: w67t125q
- Système universitaire de documentation: 028303245
- Trove: 1085857
- Union List of Artist Names: 500191019
- Virtual International Authority File: 85437310
- WorldCat: E39PBJk4y7DbRwqXmgyFGdMtrq